# Клас Альстремер

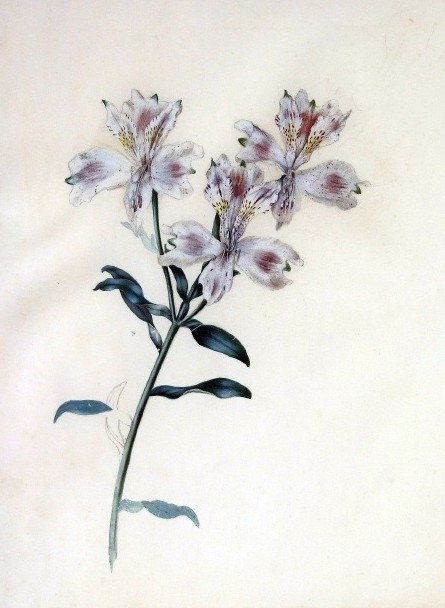
Alstroemeria sp., ботанічна ілюстрація С. Родес (Sarah Rhodes), 1804/1805

Клас Альстремер (швед. Clas Alströmer; 9 серпня 1736 — 5 березня 1794) — шведський натураліст, ботанік, промисловець та меценат, з 1778 року барон.

## Біографія
Народився у сім'ї новатора сільського господарства, успішного підприємця Йонаса Альстремера. Його мати швед. Margareta Clason  померла через два роки після народження сина, через три роки його батько одружився з швед. Hedvig Elisbet Paulin. Відомо, що у Класа було три брати: Патрік, Август (1735—1773) та Йохан (1742—1786). Всі діти Йонаса Альстремера отримали якісну освіту та виховання, у віці 14 років Клас разом із братами відправився в Уппсалу.
Вивчав природознавство, хімію та економіку в університеті Уппсали. Серед його вчителів були Карл Лінней та Юхан Готтшальк Валлеріус. З метою вивчення іспанської мови Альстремер у 1760 році здійснив подорож у Іспанію. На зворотному шляху додому він відвідав Італію, Францію, Німеччину, Голландію та Англію.
Завдяки рекомендаціям Ліннея його приймали вчені у різних країнах і для нього було відкрито багато бібліотек. Під час поїздки він писав листи Ліннею та вів нотатки про уклад сільського господарства та промисловості цих країн. Повернувшись до Швеції у 1764 році він кілька років жив у Стокгольмі. Під час закордонних поїздок він зібрав велику кількість рослин, риб, равликів та інших зразків для музею у рідному місті Алінгсосі та для колекції Ліннея. У 1770 році він переїхав до Гетеборга, де займався сімейним бізнесом, а 6 грудня 1770 він одружився нашвед. Sara Katarina Sahlgren (1748—1818) доньці шведського комерсанта та відомого філантропа Нікласа Сальгрена. У 1785 році Альстремер поселився у маєтку швед. Gåsevadsholm, де помер у віці 57 років.
Цікавлячись природничими науками, він надавав підтримку шведським вченим, таким як Адам Афцеліус, Карл Петер Тунберг, хімік Торберн Улаф Бергман та багатьом іншим.
Багато років листувався з Карлом Ліннеєм. Залишаючись комерсантом, Альстремер у приватному ботанічному саду проводив дослідження рослин, культивованих у Південній та Західній Європі.
Колекція рослин сина Карла Ліннея, Карла Ліннея молодшого, в значній мірі складається з дублікатів зразків, що увійшли до колекції його батька, — так званий «Малий гербарій»(лат. Herbarium parvum) — деякий час перебувала у Альстремера: барон надав Карлу Ліннею молодшому позику для подорожі Європою, взявши гербарій як заставу. Пізніше цей гербарій був подарований Шведській королівській академії наук і тепер зберігається у Стокгольмі.

## Альстремерія
Іменем Класа Альстремера у 1762 році Карл Лінней назвав рід південноамериканських рослин Альстремерія (Alstroemeria), зразки насіння двох видів якого Альстремер прислав Ліннею з Іспанії, де ці рослини вже вирощували на той час.